# Ga Ahyeon
Ga Ahyeon (Tiếng Hàn: 아현역, Hanja: 阿峴驛) là ga tàu điện ngầm trên Tàu điện ngầm Seoul tuyến 2 ở ranh giới giữa Ahyeon-dong, Mapo-gu và Bugahyeon-dong, Seodaemun-gu, Seoul.

## Lịch sử
- 30 tháng 6 năm 1983: Tên ga được quyết định là Ga Ahyeon[2]
- 22 tháng 5 năm 1984: Bắt đầu hoạt động với việc khai trương Tàu điện ngầm Seoul tuyến 2 giữa Đại học Quốc gia Seoul ~ Euljiro 1(il)-ga

## Bố trí ga
| Đại học Nữ sinh Ewha ↑ |
| Tường \| Vòng ngoài    |
| ↓ Chungjeongno         |

| Vòng ngoài | ●Tuyến 2 | ← Hướng đi Sinchon · Đại học Hongik · Sindorim                     |
| Vòng trong | ●Tuyến 2 | → Hướng đi Tòa thị chính · Euljiro 3(sam)-ga · Sindang · Seongsu → |

## Xung quanh nhà ga
| Lối ra \| 나가는 곳 \| Exit \| 出口 | Lối ra \| 나가는 곳 \| Exit \| 出口 |
| ----------------------------------- | --- |
| 1                                   | Trường tiểu học Seoul Bukseong, Trường trung học cơ sở Hanseong, Sinchon Easy World |
| 2                                   | Trung tâm cộng đồng Bukahyeon-dong, Trung tâm an toàn công cộng Bukahyeon, Đại học nghệ thuật Chugye, Trường trung học nữ sinh Chung-Ang, Trường trung học nữ sinh Jungang, Trung tâm cộng đồng Chunghyeon-dong, Phố nội thất Ahyeon-dong, Trường trung học Hanseong, Trường tiểu học Chugye, Trung tâm phúc lợi xã hội Đại học Nữ sinh Ewha. |
| 3                                   | Trường tiểu học Seoul Ahyeon, Trường trung học cơ sở Ahyeon, Trường thông tin công nghiệp Ahyeon, Khu vực Ahyeon, Mapo Raemian Prugio APT |
| 4                                   | Chợ Ahyeon, Trường trung học an ninh mạng Hansae, Trường tiểu học Hanseo Seoul |

## Hình ảnh

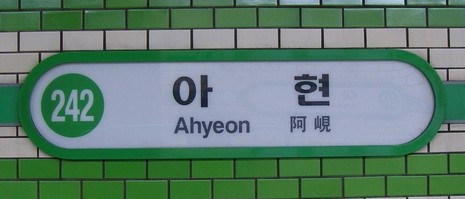
Ga Ahyeon 1
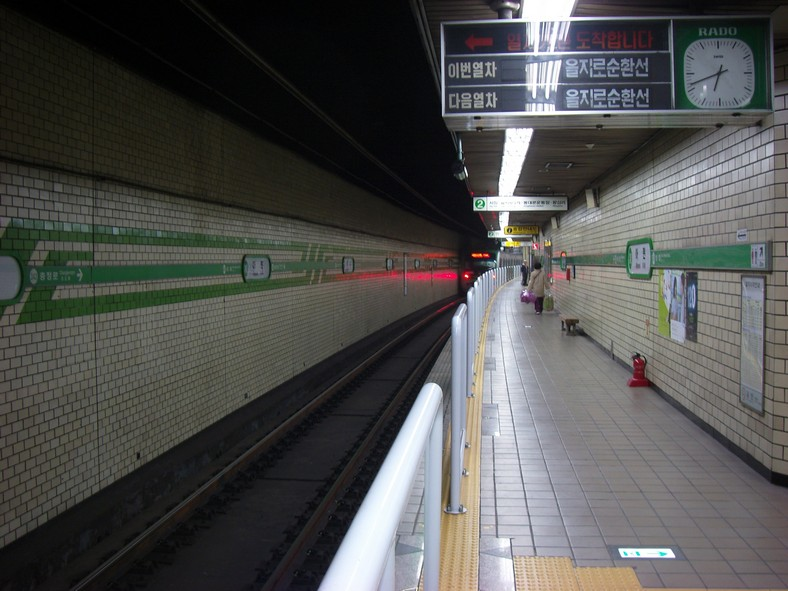
Ga Ahyeon 2
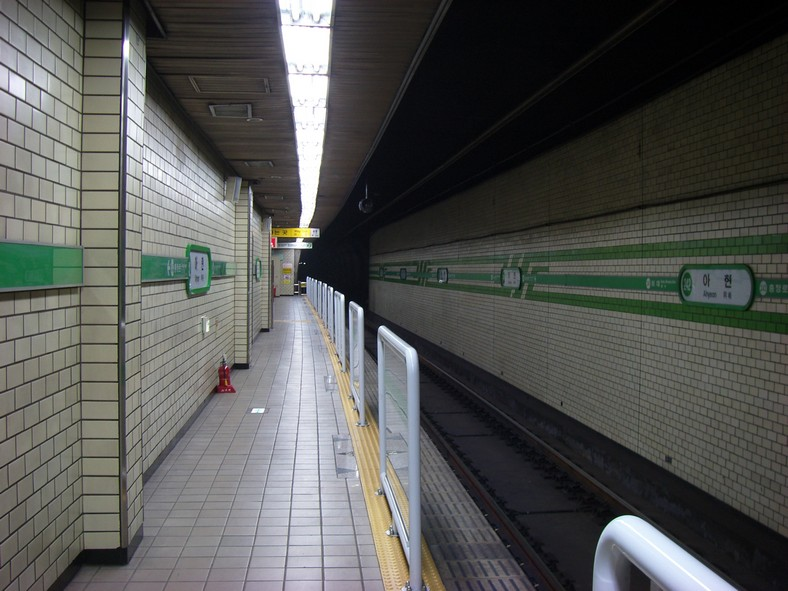
Ga Ahyeon 3
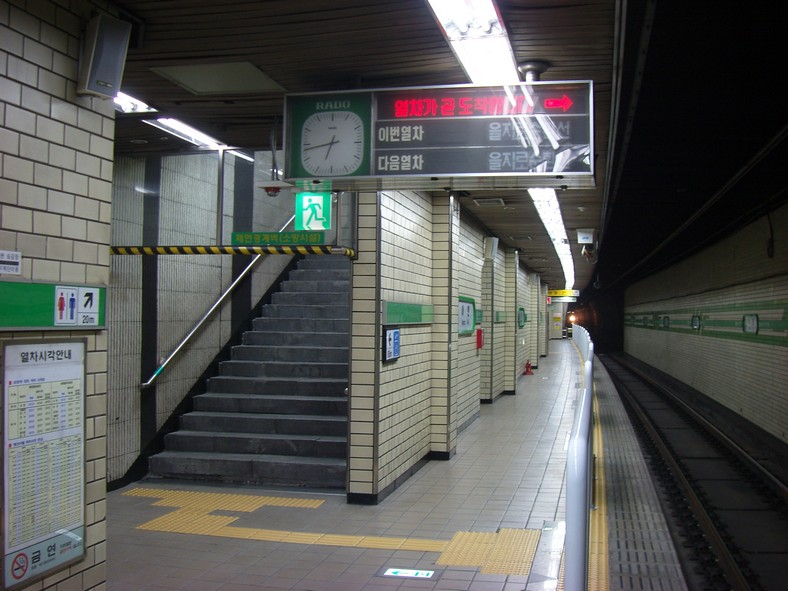
Ga Ahyeon 4
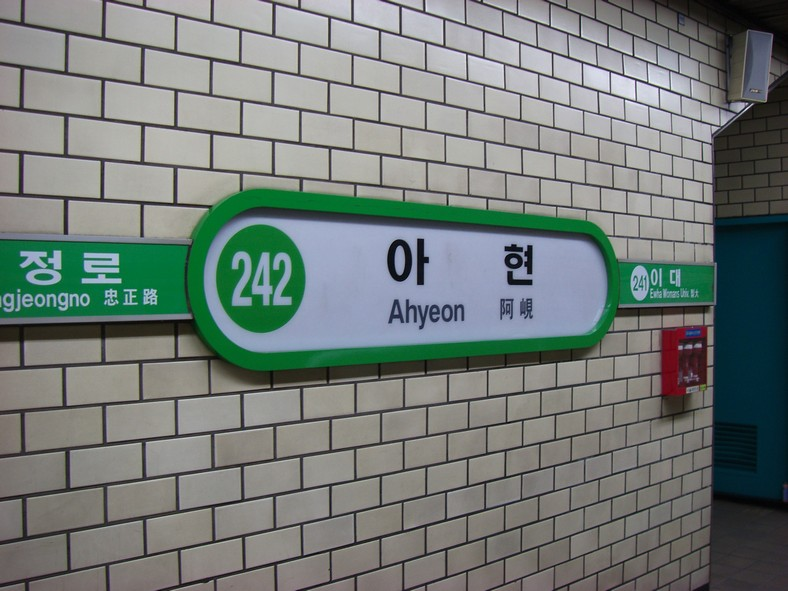
Ga Ahyeon 5